# Les Châtelliers-Châteaumur
Les Châtelliers-Châteaumur – miejscowość i dawna gmina we Francji, w regionie Kraj Loary, w departamencie Wandea. W 2013 roku liczba ludności wynosiła 732 mieszkańców. 
W dniu 1 stycznia 2016 roku z połączenia czterech ówczesnych gmin – Les Châtelliers-Châteaumur, La Flocellière, La Pommeraie-sur-Sèvre oraz Saint-Michel-Mont-Mercure – utworzono nową gminę Sèvremont. Siedzibą gminy została miejscowość La Flocellière. 